# 新北市板橋區莒光國民小學
新北市板橋區莒光國民小學（英文名稱：Ju Guang Elementary School，簡稱：JGES），是新北市板橋區江翠國民小學之子校。朱朗陽校長於1976年開始籌設該校，並在1978年由林秀地校長創校。

## 歷任校長[1]
- 朱朗陽（籌設）
- 林秀地（民國67年8月1日～79年7月31日）
- 鄭端容（民國79年8月1日～87年7月31日）
- 謝蕙如（民國87年8月1日～93年7月31日）
- 林秋風（民國93年8月1日～95年7月31日）
- 陳浙雲（民國95年8月1日～99年7月31日）
- 何建漳（民國99年8月1日~101年7月31日）
- 陳叡智（民國101年8月1日~105年7月31日）
- 邱承宗（民國105年8月1日~110年7月31日）
- 林義祥（民國110年8月1日~現任）

## 校史[2]
- 1976年12月31日   臺北縣政府核准協議收購校地，朱朗陽為籌備主任。
- 1978年8月1日   林秀地校長任首任校長。釐訂校訓：活潑、有禮、樂群、上進。10.28   第一屆家長委員會成立。
- 1978年8月1日   成立圖書館。
- 1981年3月1日   學校各棟建築定名為 時雨、初晴、春耕、秋穗、桑梓。
- 1986年4月23日   附設幼稚園成立。
- 1987年2月24日   廢除二部制教學。
- 1988年7月1日   臺北縣幼教資源中心在本校成立。
- 1990年8月1日   鄭端容校長接任第二任校長。
- 1990年11月3日   成立家長義工組織。
- 1991年9月25日   成立「德馨會」。
- 1994年8月1日   開始實施開放教育。
- 1995年8月1日   補校開始招生上課。
- 1997年4月1日   教評會成立並開始運作。
- 1998年8月1日   謝蕙如校長接任第三任校長。
- 1999年4月15日   成立教師會。
- 1999年8月1日   推展小班教學精神計畫。
- 2000年8月1日   成立課程發展委員會。
- 2001年8月1日   一年級開始實施九年一貫教學。
- 2003年8月1日   課程發展委員會決議以「戲劇教學」、「綠色學校」、「社區有教室」為校本課程三大主軸。
- 2004年8月1日   林秋風校長接任第四任校長。
- 2004年11月16日   榮獲教育部九十三年推展體育績優學校。
- 2005年6月16日   圍牆、正門及警衛室整修工程竣工。
- 2006年8月1日   陳浙雲校長接任第五任校長
- 2006年8月5日   本校籃球隊赴芬蘭參加海豚盃國際青少年籃球賽，榮獲女生C組冠軍。
- 2007年34月19日   本校奉核為額滿學校。
- 2007年8月     本校奉核為排球、籃球、足球重點發展學校。
- 2007年10月     本校奉核為閱讀衛星學校。
- 2008年1月    「春暉通訊」改版為「春暉莒光」。
- 2008年3月     臺北縣政府指定本為學生輔導中心學校。
- 2008年4月     成立莒光退休老師聯誼會「歸莒」。
- 2009年12月     完成綜合大結構補強、春暉館整修工程、多功能教室整建三合一工程、PU跑道整建工程。
- 2010年7月    執行友善校園學生事務與輔導刊物評選榮獲雜誌型優等。
- 2010年8月1日 何建漳校長接任第六任校長。
- 2010年10月    完成幼稚園戶外遊具、地坪更新。
- 2010年12月    完成貝貝園遊戲器材及地坪工程。
- 2010年12月    榮獲新北市卓越學校認證服務學習項度。
- 2011年1月  完成全校飲用水設施改善。
- 2011年1月  完成風雨操場興建工程。
- 2011年4月  與大陸天津市河北區紅星路小學締結為書法教育合作學校。
- 2011年7月  榮獲2011新北市卓越學校「資源整合」認證。
- 2011年8月  排球隊赴韓國瀛仙小學體育交流。
- 2011年12月  完成校園樹木褐根病防除工作。
- 2011年12月  語文故事屋增置改善採購。
- 2012年2月  完成校園污水下水道工程。
- 2012年4月  完成外操場遊戲體能器材及地坪改善；排球場PU地坪改善工程。
- 2012年6月  完成南側門圍牆「跟著夢想起飛」公共藝術營造。
- 2012年7月  兒童樂隊赴日本三重縣津市養正小學校藝術文化交流。
- 2012年8月1日 陳叡智校長接任第七任校長。
- 2012年8月  幼稚園改制為幼兒園。
- 2014年3月  兒童樂隊榮獲全國音樂比賽特優第一名。
- 2015年10月 六棟樓耐震擴柱補強2年工期開始。
- 2015年11月 大陸天津婦女聯合會與家長會交流。
- 2016年8月1日 邱承宗校長接任第八任校長。
- 2016年10月 板土區語文競賽榮獲團體獎第一名。
- 2017年3月 直笛隊及打擊團均榮獲105學年度全國音樂比賽特優第一名。
- 2017年8月 完成班級教室增設壁扇降熱工程。
- 2017年10月 榮獲教育部體育署獎勵學校體育績優團體及個人績優學校獎。
- 2018年9月 六棟樓耐震擴柱補強工程完工。
- 2018年9月  童軍團參加中華民國第11屆全國童軍大露營榮獲總錦標及教育部第3屆全國中小學童軍大露營榮獲總錦標。
- 2018年9月 完成六棟4樓走廊造霧機降熱工程。
- 2018年12月 完成桑梓樓圖書館工程。
- 2018年12月 完成春耕樓及時雨樓屋頂防水隔熱工程。
- 2019年1月 完成遊戲場地墊更新及修繕工程。
- 2019年1月 直笛團榮獲第十四屆台灣木笛大賽金賞獎。
- 2019年3月 兒童樂隊榮獲107學年度全國學生音樂比賽兒童樂隊組特優第一名。
- 2019年8月 圖書館搬遷改建，建置「秀地館」、「繪本館」、「未來館」、「教師研究室」。
- 2019年11月 直笛團榮獲108學年度學生音樂市賽直笛合奏特優第一名。
- 2020年3月 完成全校節能燈具換裝。
- 2020年7月 全國2020小學籃球錦標賽榮獲五年級男生乙組第一名。
- 2020年7月 完成穿堂改建，校務展示電子化。

## 學校願景[3]
- 校訓：活潑、有禮、樂群、上進
- 教育理念：人教人使成為人
- 學校箴言：自尊自重、心懷他人、善盡責任、追求美善

## 校徽[4]
設計者：雷驤

莒光國小校徽

設計理念：整個標誌看起來就像一個火炬，象徵著奮發與上進;分開來看，上面五個圈狀物「桂冠葉」的變形是光榮的象徵，下面的V形是勝利與克服的象徵。

## 學校社團

### 藝文類
- 直笛團
- 兒童樂隊(內有打擊團)
- 合唱團
- 布袋戲社團(現已結束)
- 繪畫社
- 美術社
- 書法社

### 體育類
- 足球隊
- 籃球隊
- 排球隊
- 桌球隊
- 田徑隊

### 學生自治會
- 衛生隊
- 糾察隊
- 活動組
- 藝文組
- 保健隊
- 資訊隊
- 綠天使（種植物）

### 其它
- 童軍團
- 科學社
- 資訊社

## 校園建設

### 教學建築
1. 桑梓樓
2. 春耕樓
3. 時雨樓
4. 秋穗樓
5. 初晴樓

#### 綜合大樓
1F
- A,B教室
- 校史室
- 校長室
- 人事室
- 會議室

2F
- 春暉館(集會館)
- 美勞教室(3間)

### 外部建設
- 貝貝園
- 悅讀園
- 生態園
- 操場(200m PU跑道)
- 風雨操場
- 籃球場
- 排球場
- 生活廣場